# 銚子郵便局
銚子郵便局（ちょうしゆうびんきょく）は千葉県銚子市にある郵便局。民営化前の分類では集配普通郵便局であった。

## 概要
住所：〒288-8799 千葉県銚子市若宮町3-1

## 沿革
- 1872年8月4日（明治5年7月1日） - 銚子荒野（ちょうしこうや）郵便取扱所として開設[1]。
- 1874年（明治7年）7月 - 銚子荒野郵便役所となる。
- 1875年（明治8年）1月1日 - 銚子荒野郵便局（四等）となる。同年11月22日より為替取扱を開始。
- 1876年（明治9年）2月1日 - 貯金取扱を開始。
- 1888年（明治21年）12月12日 - 銚子郵便局に改称。
- 1889年（明治22年）9月21日 - 銚子郵便電信局となる。
- 1903年（明治36年）4月1日 - 通信官署官制の施行に伴い銚子郵便局となる。
- 1970年（昭和45年）11月24日 - 銚子市本通三丁目から同市三軒町に移転[2]。
- 1983年（昭和58年）8月28日 - 野尻郵便局から集配業務を移管。
- 1992年（平成4年）8月3日 - 外国通貨の両替および旅行小切手の売買に関する業務取扱を開始。
- 1998年（平成10年）10月19日 - 銚子市三軒町16-13から同市若宮町3-1に移転。
- 2004年（平成16年）4月1日 - 銚子豊岡簡易郵便局の一時閉鎖[3]に伴い、取扱事務を承継[4]。
- 2005年（平成17年）4月1日 - 銚子海鹿島簡易郵便局の一時閉鎖[3]に伴い、取扱事務を承継[5]。
- 2007年（平成19年）10月1日 - 民営化に伴い、併設された郵便事業銚子支店に一部業務を移管。
- 2012年（平成24年）10月1日 - 日本郵便株式会社発足に伴い、郵便事業銚子支店を銚子郵便局に統合。

## 取扱内容
- 郵便、印紙、ゆうパック、内容証明
- 貯金、為替、振替、振込、国際送金、外貨両替・トラベラーズチェック、国債、投資信託
- 生命保険、バイク自賠責保険、自動車保険、がん保険、引受条件緩和型医療保険
- ゆうちょ銀行ATM
- 銚子市内の集配業務
- ゆうゆう窓口

## 周辺
- 銚子市役所
- 銚子市立第四中学校
- 国道124号、国道126号、国道356号
- 銚子大橋
- 利根川

## アクセス
- JR総武本線、銚子電気鉄道線 銚子駅から徒歩約9分
- 千葉交通バス 市役所前停留所下車
- 駐車場あり：29台